# エジプト先王朝時代
エジプト先王朝時代（エジプトせんおうちょうじだい）とは、エジプトを統一する王朝（初期王朝時代）が登場する以前の古代エジプトを指す時代区分である。
現在のエジプト地域では50万年前には人類の痕跡が残されているが、歴史学の見地からは先王朝時代の始まりをいつとするのか明確ではない。考古学においては農耕の開始をもってその開始とするのが代表的な見解となる。本記事ではエジプトにおける農耕・牧畜の始まりからエジプト初期王朝時代の始まりとされる第1王朝の登場までを概観する。ただし、先王朝時代の定義について、特にその開始について統一的な見解が存在するわけではない事に注意されたい。

## 自然環境と終末期旧石器文化
現在では広大な砂漠地帯となっているナイル川西方の地域は、12,000年前頃から紀元前7千年紀頃まで、第4湿潤期と呼ばれる湿潤な時代に入った。湿潤と言っても年間降水量は200mm前後であったとみられるが、スーダン北部からエジプト南部の地域においては植物が繁茂し、ノウサギ、ガゼル、オリックス等が生息していた。この時期は考古学的には「終末期旧石器時代（Terminal Palaeolithic）」または「続旧石器時代（Epipalaolithic）」に分類され、現在砂漠となっている地域にも人類の居住が確認されている。特に夏季の降雨の後に水たまりができる低地や、比較的浅い位置に地下水が存在する場所にその居住は集中している。現在の西部砂漠地方にあるナブタ・プラヤ遺跡周辺で終末期旧石器時代の遺跡から発見される人類が捕獲した動植物の遺存体にはノウサギやガゼルの他、ダチョウの卵や鳥類の骨片、アカシア、ギョリュウ、ナツメヤシ等が含まれており、現在より遥かに生物密度の大きい当時の環境を証明している。
ナイル川中流域（現在のスーダン中部）でも多数の集落が形成されている。このナイル川中流域の遺跡から発見された文化はカルトゥーム（ハルツーム）中石器文化（Khartoum)と呼ばれている。このカルトゥーム中石器文化の遺跡からエジプトで最も古い段階の土器が発見されており、また豊富な動植物資源、水産資源に支えられて定住も開始したと考えられている。
7,000年前頃から、アフリカ大陸北東部では乾燥化が徐々に進行し始めた。これに合わせて人類の生活環境も、年間を通して水が手に入るナイル川流域が中心となっていった。そして、ナイル川流域での農耕の開始をもって新石器時代の開始とされている。考古学的見地からはこの時点を先王朝時代の開始とする見解がある。

## 農耕・牧畜の始まり
かつての発掘調査ではナイル川流域の農耕、牧畜は紀元前6千年紀後半に突如として始まるような印象が持たれていた。その後、20世紀後半の調査によりナイル川西方の砂漠地帯にこれを説明する遺跡が多数発見され、ナイル川流域の農耕・牧畜文化は、現在では砂漠化している西部砂漠地方に起源を持つ可能性が議論されている。しかし、西部砂漠地方とナイル川流域の関係は今だ明瞭には理解されていない。
アフリカ大陸北東部における牧畜の発生については、ウェンドルフらが紀元前7000年頃にウシの家畜化が独自に始まるとする説を唱えている。ヒツジとヤギについては西アジアで家畜化がなされたことがはっきりしている。ヒツジとヤギは紀元前6000年期後半に導入された。
一方、農耕（植物栽培）については現在確認できる最古の例は紀元前5000年頃のファイユームで発見された麦であるが、紀元前6000年頃にはソルガムやミレットが現在の西部砂漠地方で栽培されていたとする説がある。

## 各地域の初期農耕文化

上下エジプトの地図：上エジプト（Upper Egypt）は南のナイル川上流域、下エジプト（Lower Egypt）は北のナイル川河口デルタ地域を指す。緑色の部分が居住可能地である。

古代エジプト人は今日のエジプトの土地を上エジプト（タ・シェマ）と下エジプト（タ・メフ）と言う2つの国、あるいは2つの土地に分けて理解していた。上下という表現は、ナイル川の上流・下流に対応し、上エジプトが南、下エジプトが北である。ナイル川が一筋に流れ、ナイル川の狭隘な沖積平野と河岸段丘を生活の舞台とし、そこから僅かにでも離れると不毛の砂漠地帯が広がっていた上エジプトと、ナイル川の広大なデルタ地帯が扇状に広がり、一面の緑が広がり海に面した下エジプトでは、その自然環境に根差した生活習慣や文化にも当然相違があり、先王朝時代にはこの上下エジプトでそれぞれ独自の文化が発達した。その後エジプトが統一された後も、この2つの土地の差異はエジプト史に大きな影響を与えた。
また、上エジプトと下エジプトの結節点近くには、ファイユーム低地地方が存在した。ナイル川の分流が流れ込んで形成されたカルーン湖を中心とするこの地方は、中王国時代に干拓が行われるまで、広い湿地帯が広がる独特の景観が形成されており、継続的に人類の生活の舞台であった。

### ファイユーム

#### ファイユーム文化
エジプトにおける最古の確実な農耕の痕跡はこの地方で発見されており、ファイユーム文化と呼ばれている。放射性炭素年代測定によれば紀元前5230年頃から1,000年あまり継続した。剥片石器を中心とする石器を用い、穀物を栽培、ヒツジとヤギを飼育していた。漁労・狩猟も未だ重要であり、ガゼルやハーテビースト、カバ、ワニ、カメなどの動物骨、魚類の骨が発見されている。ウシも発見されているが、家畜化されたものであるかどうか不明である。ファイユーム文化はエジプトで初めて農耕・牧畜を導入した文化ではあったが、これによって生業は多様化したものの、未だ本格的な生産経済に基盤を置く文化であったとは言い切れない。このファイユーム文化と、終末期旧石器時代の文化の間には1,000年以上の時間的隔たりがあることが判明しており、学者の中には農耕・牧畜の技術を持った人々が外部からファイユームに移動してきた結果、古代エジプト王朝の基礎を築いたとする主張する者もある。

### 下エジプト

#### メリムデ文化
現在のカイロの南西45キロメートルの地点、現在のワルダーン村近くにあるメリムデ・ベニ・サラーム遺跡では、ファイユーム地方と並ぶ時代の新石器文化が発見されており、遺跡の名前からメリムデ文化と名付けられている。この遺跡から検出された石器等の史料はこの地方がシリア地方と交流を持っていた事を示し、集落の形態にもシリア地方、メソポタミア、キプロスと共通する要素があると見られる。エンマーコムギ、六条大麦、豆類、亜麻等を栽培し、ウシ、ヒツジ、ヤギ、ブタを飼育していたことが知られる。またファイユームと同じく狩猟は重要であり、アンテロープ、ガゼル、カバ、ワニ、鳥類が捕獲されていたほか、多数の魚の骨が発見されている。また死者の頭を東側に向けて埋葬する習慣があったことから、この当時既に死者の埋葬について宗教的な習慣が確立していた可能性もある。メリムデ文化の絶対年代は不明であり、放射性炭素年代測定では紀元前4750年頃から紀元前4250年頃であるが、研究者の中にはこの年代は新しすぎると批判するものもいる。

#### オマリ文化
カイロの南約20キロメートルのナイル川東岸にあるオマリ遺跡では、ファイユーム文化やメリムデ文化の最終段階と同時期に位置付けられる文化が発見され、遺跡の名前を取ってオマリ文化と呼ばれている。放射性炭素年代測定による年代測定では紀元前4600年頃～紀元前4400年頃という年代が得られている。やはりエンマー小麦、クラブ小麦や大麦などを栽培し、ウシ、ヒツジ、ブタ、ヤギを飼育、野生の植物や動物を捕食していた。水産物もナマズやナイルパーチ等が豊富に捕獲されていた。石器はフリントを用いた剥片石器が中心であるが、少数ながら石刃技法によるものも認められる。石皿等穀物を食するのに必要な道具類の数が少ないことから、ここでも穀物栽培は未だ補助的な役割を果たしていたに過ぎないと推測されている。オマリ文化はメリムデ文化と並行する時代であり、共通点も相違点もあることから、相互の関係については明確ではない。

#### マーディ・ブト文化（ブト・マーディ文化/マーディ文化）
デルタ地帯付け根部分の東岸にあるマーディ遺跡から、メリムデ、オマリ文化に続く時代の文化遺構が発見され、マーディ文化と名付けられた。その後同種の文化がブト遺跡でも発見されたことから、マーディ・ブト文化とも呼ばれる。この文化は、先行するメリムデ文化やオマリ文化を引き継いで発展したものと考えられ、牧畜においてはロバ、ウシ、ヒツジ、ヤギ、ブタ、イヌが飼育されていたことが明らかとなっているが、特に重要なのは発見された動物骨の大半が飼育動物のものであることで、未だ狩猟は行われていたもののその重要性は大きく下がっている。ただし、漁労は非常に盛んであり多数の魚の骨が発見されている。遺跡において特徴的なのは楕円形をした半地下式の住居で、類似する形態の物がパレスチナ地方からも発見されており、その密接な関係を示唆している。また、農耕・牧畜のみならず銅製品の加工も行われていたことが明らかになっている。下エジプトで銅は得られない事から、周辺地域から原材料を輸入していた事を示すものであり、このこともマーディ・ブト文化の人々の周辺地域との関係の大きさを知る事ができる。
マーディ・ブト文化の遺跡は下エジプトの全域から発見されているが、ナカダ2期の終わり頃（紀元前3500年～紀元前3300年）から次第に独自性を喪失し、上エジプトから広がったナカダ文化が下エジプトに定着していく。

### 上エジプト

#### ターリフ文化
ターリフ文化は上エジプトで初めて土器を導入した文化である。放射性炭素年代測定では紀元前5200年頃という年代が得られている。この文化の居住跡は炉と石器、土器しか発見されず、恐らく人々は移動型の生活を送っていたのだろうと推定されている。この文化では農耕の痕跡は発見されていないが、アル＝サラムニ遺跡からこの文化の最末期と同じ時代かやや新しい時代の家畜化されたウシの骨が出土しており、これが上エジプトにおける最も古い牧畜の痕跡である。

#### バダリ文化
ターリフ文化に続く文化が、マトマールからハマミーヤまでのナイル川東岸でまとまって検出され、バダリ文化と名付けられた。先行するターリフ文化との関係性はわかっていない。バダリ文化は放射性炭素年代測定等から紀元前4500年頃から紀元前4000年頃とされる。バダリ文化に属する人々は砂漠の縁辺部に集団墓地を形成し、多量の副葬品を添えて死者を手厚く埋葬する習慣を初めてエジプトに導入した人々であった。遺体は基本的に南に頭を置いて埋葬され、土器や装身具、パレットなどと共に埋葬された。既にこの頃から階層分化が見られるという。また、生活の情報は非常に不完全であるが、エンマー小麦や六条大麦、亜麻の栽培が確認されており、家畜としてウシ、ヒツジ、ヤギを飼育し、ガゼル、ワニ、カバ、カメ等野生動物の狩猟も行っていた。この文化は農耕・牧畜を主体としながらも、野生動物の狩猟と漁労に補完されて成り立っていた。

## ナカダ文化

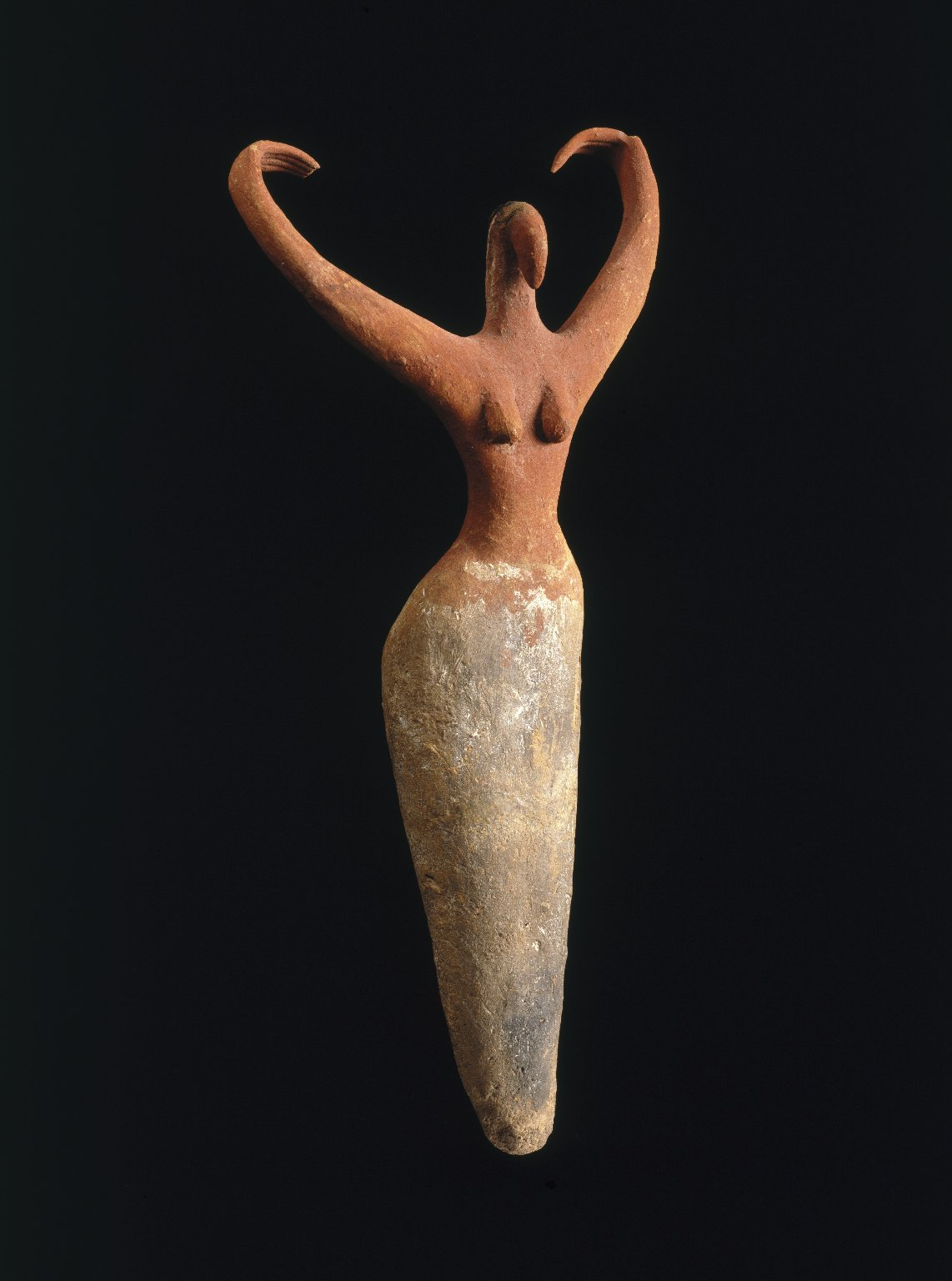
女性像、前3500–前3400頃。 テラコッタ製, 塗装品, (29.2 × 14 × 5.7 cm). ブルックリン美術館

紀元前4000年頃登場したナカダ文化の遺跡は19世紀末に発見されて以来の調査でエジプト全域で発見されており、その数は主要な物だけでも50を数えるが、その発祥地は上エジプト南部のアビュドスからナカダ付近を中心とするナイル河谷であった。ナカダ文化は上エジプトのバダリ文化から発達したと考えられ、より一層農耕と牧畜に重きが置かれるようになっている。農業生産物としてエンマー小麦と六条大麦が最も頻繁に検出され、亜麻も発見されている。豆類やシカモア、イチジク、根菜等野生種も見つかっている。家畜としてヤギ、ヒツジ、ウシ、ブタの畜産が確認され、食肉や乳製品を供給した。ガゼルやカバ等狩猟による野生動物の捕食も確認されているが重要度は低かったようである。また非常にバリエーションに富んだ土器を生産しており、中盤に入ると轆轤製の物が登場しはじめる。
現在までに発見されているナカダ文化の遺物の多くは墓地の副葬品であり、その中でも最大の特徴がパレット（化粧板）と呼ばれる遺物が登場することである。このパレットは古代エジプト独特の遺物であり、その発展過程から古代エジプト史の流れを概観することができると考えられている。パレットはシルト岩と呼ばれる石で作成されており、目を保護するためにエジプト人が使用していたマラカイトなどの顔料を磨り潰すために使われた。初期のパレットは四角や円形などの単純なものであったが、次第に様々な装飾が加えられた儀礼用のものが作られるようになった。またナカダ文化の土器は後代の土器に比べ、極めて高品質であることが特徴である。これは副葬品として作成された土器が、高貴な人々のためのものであったので品質管理が行き届いていた結果であると考えられる。後の時代には一部の例外を除き土器は単なる日用品に過ぎなくなっていき、ナカダ期に比べて粗雑化していく。
ナカダ文化はやがて南北へ分布を拡大し、エジプト全域に広がっていった。

### ナカダ文化の編年

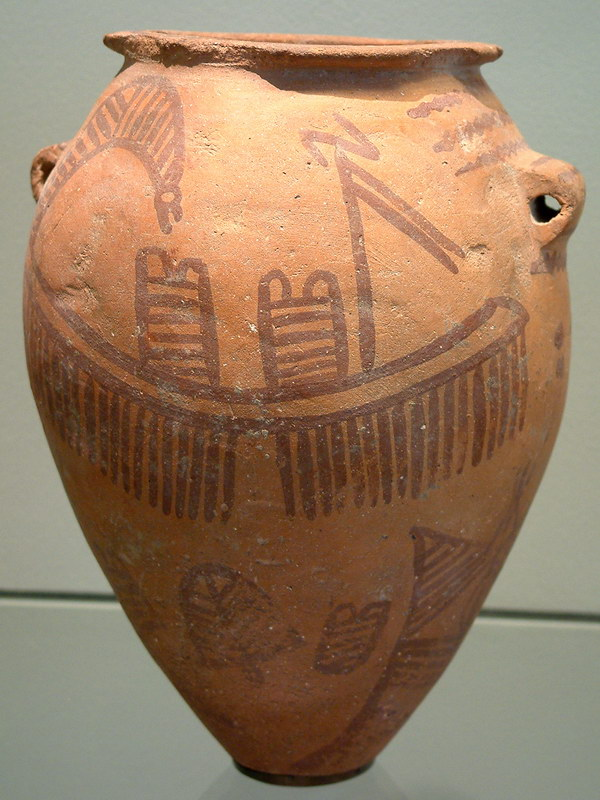
ナカダ2期の土器

ナカダ遺跡においてナカダ文化を最初に発見したフリンダーズ・ピートリーは、墓の副葬品を中心とする出土品の詳細な分類によってナカダ文化の編年関係を表すSD法と呼ばれる編年法を開発した。更にナカダ文化を大きく3つの時期、「アムラー期」「ゲルゼ期」「セマイナー期」に分類した。このピートリーによって先鞭をつけられたナカダ文化の編年法はその後ウェルナー・カイザー等によって改良と議論が重ねられた。現在ではアムラー期はナカダ1期（紀元前4000年頃-紀元前3500年頃）、ゲルゼ期はナカダ2期（紀元前3500年頃-紀元前3300年頃）とされ、セマイナー期は存在が否定されている。更に第1王朝成立直前の時期はナカダ3期（紀元前3300年頃-紀元前3150年頃）として再分類され、エジプト第0王朝とも呼ばれる。

### 社会階層の分化の進展
ナカダ文化ではナカダ2期前半まで、次第に墓の平均的規模が大型化していくとともに大小のばらつきが大きくなっている。ナカダ1期では集落の大小に拘らず2つの社会階層（大型墓に埋葬される富裕層と小型の墓を持つ人々）が確認される。小型の集落よりも大型の集落で墓の大きさの格差はより顕著であり、大規模な集落ではエリート層が発達したために社会階層格差が増大していく様子がわかる。このような格差拡大は、ナカダ3期に入ると多くの集落で逆に縮小する傾向が起った。ナカダ3期には多くの集落で墓地の廃絶や縮小が確認され大半の墓地で社会階層分化が低下する。一方で中心的な集落遺跡では、他と隔絶する大型の墓が建造されるようになり、これが当時拡大した「王国」の支配者達の物であると考えられる。

### 大型集落（都市）
このような中心集落としては最大の物がヒエラコンポリスであり、続いてナカダ、アビュドスが代表的な物である。古代エジプトでは隣接するメソポタミア地方のような政治的に独立した都市、あるいは都市国家は形成されなかった。しかし、政治的中枢、あるいは経済的中心としての大型集落はナカダ期に発達した。ナカダ期最大の集落遺跡ヒエラコンポリスは3600平方メートルの規模を持ち、メソポタミアの都市と比較しても充分な規模を持つ人口集住地であった。文化の名前として採用されているナカダでは2000基以上の墓が発見されている。アビュドスは後の第1王朝時代に集中的に王墓が造営される集落である。

### 周辺地域との関係

#### ヌビア
エジプトの南方に位置するヌビア地方では、ナカダ文化と同時期にヌビアAグループ文化と呼ばれる高度な文化が栄えていた。このヌビアで、ナカダ1期の終わり頃に下ヌビア地方を中心にナカダ文化からの搬出品が多量に認められる。主なものとしてスレート製のパレットや装身具、土器があるが、大量の農産物も輸出されたらしい。一方でナカダ期のエジプトがヌビアから輸入したものは現在あまり確認できていない。ヌビアで確認されているエジプトからの輸出品の量を考えれば、それが当時の経済に影響を及ぼすレベルであったと推測されるが、この物質的な交流の規模に比べエジプト内部に文化的影響を大きく与えていない。一方ヌビア側では当時の中心地であったクストゥール等から発見されたモチーフにヒエラコンポリス等で見られる王の意匠の採用や、ホルスと見られるハヤブサの図像等があり注目される。これらのエジプト風のモチーフが実際にはヌビア起源であるという説が提唱されたこともあったが、広く支持されることはなかった。

#### パレスチナ
エジプト東方のパレスチナでは紀元前4500年頃からエジプトからの搬入品が出土する。しかし規模は小さくエジプトとの緊密な接触を示す証拠は少ない。パレスチナ南部でエジプトからの影響が大きくなるのは初期王朝時代に入ってからである。一方でエジプト側にはナカダ2期頃からパレスチナからの搬入品とその模倣品が多数出土するようになる。ナカダ文化に最も多大な影響を与えたのは、パレスチナで製作されていた波状把手付土器である。輸入品の数は限られるが、その模倣品である波状把手土器がナイル川下流域で作成されるようになり、初期王朝時代まで続く重要な容器の形となった。アビュドスやヒエラコンポリスからは、中にワインが入れられていたと推定されるパレスチナ土器が、多量に発見されている。これらが当時の王国の首都と考えられる大型の集落跡から見つかっている点は重要である。

#### メソポタミア
メソポタミアはエジプトに先行して農耕と牧畜が始まった土地であり、ナカダ期には発達した都市国家が栄えていた。古くよりエジプトにおける初期の国家形成に影響を強く与えたと考えられてきたのがこのメソポタミア地方である。ナカダ期のメソポタミアとエジプトの関係を示す史料はメソポタミア側からは希薄な一方、エジプト側では多数発見されている。特にナカダ2期以降、その量は飛躍的に増大する。主に土器、印章、ラピスラズリ、図像のモチーフなどである。ただし、このうち確実にメソポタミアからもたらされたと確認できるものはラピスラズリのみである。印章はメソポタミアで使用された円筒印章等があるが、影響を受けている事は確実であるもののその多くはエジプトで作成された模造品とみられている。この点は土器についても同様である。ヒエラコンポリスの王墓で発見された壁画やレリーフの中にはメソポタミアの英雄（または神）ギルガメシュの図像と思われる物がある。初期の王権と関わりの深い場所で発見された象徴的な表現にメソポタミアの影響が見られる事は重要であると考えられている。

### 王権の成立

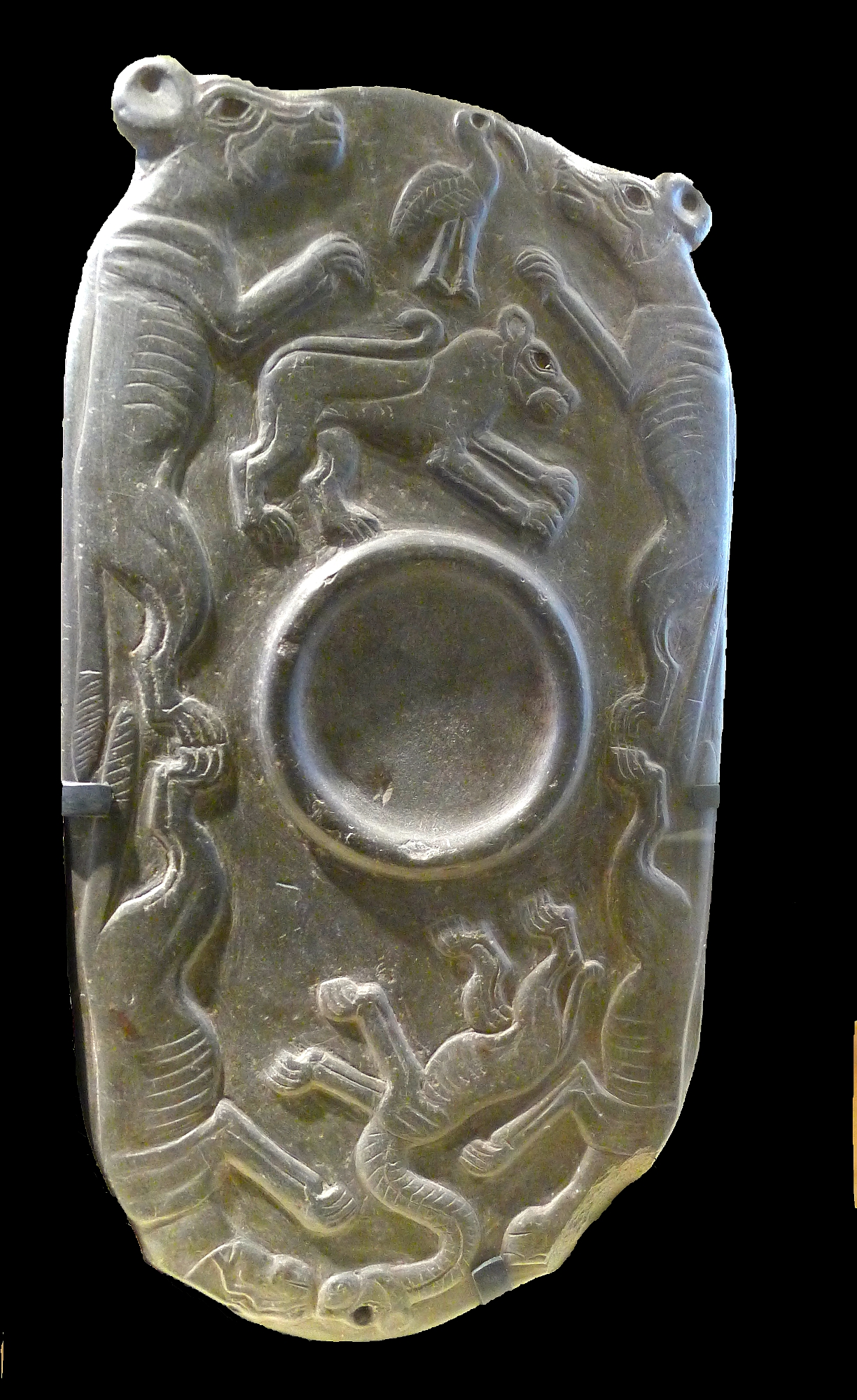
ナカダ3期のパレット

各地に成立した「王国」の支配者達の実像は不明瞭である。しかし彼等が作り上げた「王国」や「王権」はその後のエジプト王朝の土台となった。それを窺い知る事ができるのは彼等の墓から発見された威信材からであり、代表的な物として象牙製品（護符や櫛など）、波状把手土器、棍棒、パレット（化粧板）等がある。このうち、棍棒とパレットは後世のエジプト歴代王朝を通じて王の権力のシンボルとして取り扱われたもので、先王朝時代末の、あるいは初期王朝時代初頭の王であるサソリ王やナルメルのメイスヘッド、パレットに繋がっていく。棍棒で敵を打ち据えるモチーフの図像がこの時期のヒエラコンポリスで初めて登場するが、このモチーフの表現形式はプトレマイオス朝時代まで3000年以上に渡って連綿とエジプトで受け継がれることになる。ヒエラコンポリスでは100号墓と呼ばれる大型の墓から、上述の図像の他に王権に関係すると思われる図像表現が多数発見されている。ナカダ2期中頃までにはヒエラコンポリスは人口も増大し、上エジプト地域を統合した政治連合（国）の中心として機能するようになっていたとする説もある。

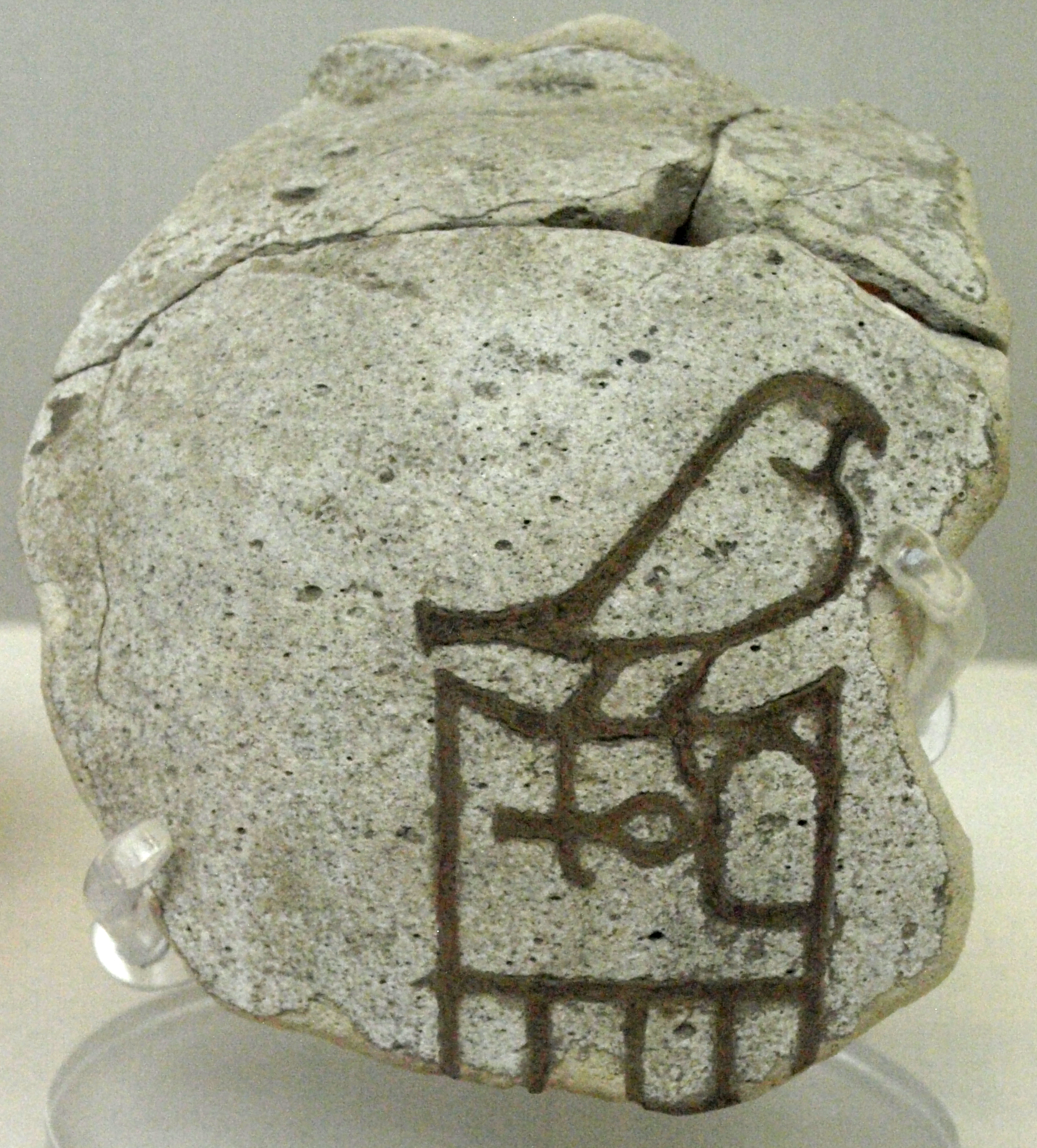
セレクの例。上記画像は初期王朝時代のアハ王の物。ハヤブサの下に王宮を表す枠がある。

### 文字に表れる王
先王朝時代の末期、あるいは第1王朝成立の直前の時代にあたるナカダ3期には初めて文字（あるいはその前身となる絵文字）が登場する。各地の発掘調査で、この時期に年代づけられる複数の王名の存在が明らかとなっている。こうした王名はセレクと呼ばれる王宮正面をかたどった枠の中に書かれた。最初期の物はセレクのみで王名を記さない物があったが、ナカダ3期後半には王名を判別できるものが現れる。これらのセレクはハヤブサの図像を伴う物が早い段階から見られ、王とハヤブサの神ホルスを同一視する後世の思想に繋がるとみられる。

### 統一までの過程

上下エジプト王冠（プスケント）。赤い王冠（デシュレト）が下エジプト、白い王冠（ヘジェト）が上エジプトの王冠であり、合わせて上下エジプト両国の王権を表す。

ナカダ文化はナカダ2期頃までには上下エジプト全域に広がり、「文化的にはエジプトが統一」されたと言われるような状況が現れていた。しかし、このナカダ文化の拡大過程と、エジプトの政治的統合を単純に同一視できるかどうかはわからない。
基本的な流れとして、上エジプトの政権によるエジプト統一というところまでは多くの学者の意見として共通している。前提となるナカダ文化が上エジプト発祥のものである事に加え、先述の通り、ヒエラコンポリス等、上エジプトで発見された王権に関わる図像には、その後古代エジプト時代を通じて使用されるモチーフとなるものがあるためである。更に図像的な証拠として、ナカダ遺跡から発見された紀元前3500年頃の土器片に彫られた赤色王冠のレリーフがある。この赤色王冠は王朝時代には下エジプトの王冠と見なされたものであり、上エジプトの王冠である白色王冠と対を為すものである。上エジプトにあるナカダ遺跡からこの赤色王冠の図像が発見され、しかもそれが先王朝時代のものであることは、「下エジプト王冠である赤色王冠」の形態が下エジプト固有のものではなく上エジプトで考案されたものである可能性を示すものであり、統一王朝成立過程を考慮する際に重要な情報を提供している。
しかし統一の具体的な経過については百家争鳴の状態にある。
W.カイザーの研究（1956年）ではナカダ文化が南北に拡張していく過程の編年を精緻に調べ、それを政治的な統合過程に限りなく近いものと見なした。しかし、このナカダ文化の拡張過程は、主に墓地の分析で確認されており、それをそのまま政治的集団の拡張過程と見なせるかどうかは明らかでない。
B.J.ケンプ（1989年）は、統一王朝の成立過程を3段階に分ける仮説を立てた。彼の見解では第1段階としてナイル川下流域に多数の群小政体が誕生する。第2段階として上エジプトにアビュドス（ティス）、ナカダ、ヒエラコンポリスを中心とする3つの王国が成立する。第3段階としてヒエラコンポリスがこの3つの王国を統合した上エジプトの王国を作り、この国が下エジプトを征服して統一王朝が成立するというものである。この説は、ナルメルのパレットなどから推測されてきた統一王朝の成立過程や、王朝時代の伝説も念頭に置いている。
T.A.H.ウィルキンソン（2000年）はナカダ1期後期にアビュドス（ティス）、アバディーヤ、ナカダ、ゲベレイン、ヒエラコンポリスの5か所を中心とする政体が存在したとし、ナカダ2期前期にアバディーヤが脱落。ナカダ3期にはナカダとゲベレインの政体も力を失ってアビュドスとヒエラコンポリスが二大勢力となり、ナカダ3期後期にはアビュドスの王ナルメルが2つの政体を統合し、初の統一王朝を築くという仮説を立てた。
また、古王国時代（紀元前27世紀頃～）に作成された『カイロ年代記』には第1王朝以前の王達が上下エジプト王冠を戴く姿で描かれており、これを論拠に実際のエジプト統一を第1王朝以前と見る学者も少数ながらいる。
いずれの説にせよ、文字資料が基本的に存在しない時代であり完全な証明は困難であるのが実情である。

### 統一・初期王朝時代
古代エジプトの歴史記録において最初の王は伝説的な王メニ（メネス）であった。しかし考古学的に最初の統一王朝の王である可能性が高いのはナルメルである。一般に彼の存在が確認される紀元前3150年頃-紀元前3050年頃からをエジプト初期王朝時代とし、ナルメルに始まる王朝をエジプト第1王朝と呼ぶ。以後、ローマ帝国による征服まで続く古代エジプト王朝の時代が始まる。

## 研究史

### 古代
古代エジプト人も、自分達の国家の起源について深い関心を持っていた。古くから王朝の起源が、主に王名表等の形で残されている。紀元前2400年頃に作成されたエジプト最古の年代記である『パレルモ石』とその別版である『カイロ年代記』には、統一王朝以前にも王らしき人物（それは王冠を被った表現でわかる）がいたことが記されている。しかし具体的な歴史記録を読み取ることはできない。
エジプト新王国時代に作成された『トリノ王名表』には、エジプトの最初の王としてメニの名が記されている。また、紀元前5世紀のギリシア人の歴史家ヘロドトスの『歴史』はエジプトの神官達の証言として初代王ミン、マネトがプトレマイオス朝時代に著述した『エジプト史』では初代王としてメネス（メニのギリシア語形）が登場する。これらからわかるように、王朝時代の古代エジプトではメニ（メネス）から始まるエジプトの歴史が共有されていた。更に『トリノ王名表』には王朝以前の時代に「ホルスの信奉者たち」（ホルスの信奉者であった精霊）と呼ばれる半神達の王朝があったことが記されている。
古代の歴史家マネトによる記録でも、初代王メニ以前の時代は神、半神達の時代とされていた。エウセビオスによれば、マネトの記録は3巻に分類されており、1巻はヘファイストス（エジプト神話におけるプタハ）を筆頭とする神、2巻は神人、すなわち死者の精霊について、続いて3巻でメネスに始まる人王について述べていたとされる。人王の時代は第1から、第30までの王朝として分類されている。
以上のように古代エジプトにおける先王朝時代の記録は概して神話的であるが、図像表現等にそれらしき物が見られる。

### 近代の発見
ローマ時代後半以降、古代エジプトの文献記録の継承は途絶えてしまった。そのため、王朝以前のエジプトについての研究も何ら進展は見られない。1822年、フランス人研究者J.F.シャンポリオンがヒエログリフの解読に成功した事によって近代エジプト学が確立されると、エジプト王朝時代の王達の歴史が再び明らかにされるようになった。そして19世紀終わりまで、エジプトの歴史の曙は、王朝時代の記録や、ギリシア語の文献記録に基づき、初代王メニをはじめとする初期王朝時代の王達の業績に求められることになった。
相次ぐ考古学的発見に伴い、19世紀終わり頃になると文献記録のみに頼ることのない文明誕生の本格的な研究が始まった。フリンダーズ・ピートリーによるナカダ遺跡周辺の発掘調査（1894年-1895年）と、J.ド・モルガンによるエジプト南部およびナカダ遺跡の調査（1896年-1897年）が王朝時代以前から初期王朝時代にかけての遺跡における最初の本格的な調査であった。これらの調査で発見された文化は、最初に発見された遺跡の名前からナカダ文化と呼ばれるようになった。
その後、20世紀前半までの調査によって数多くの王朝時代以前の遺跡が調査され、文明誕生期の歴史と文化についての知見が蓄積された結果、エジプト第1王朝開闢に先立つ時代は「先王朝時代（英：Predynastic Period）」の呼称を与えられ、エジプト学の中でも独立した研究分野としての地位を確立していった。
初期の研究をリードしたピートリーは、ナカダ文化期から初期王朝時代にかけての文化変化を「アムラー」「ゲルゼー」「セマイネー」の3つの文明の交代として捕らえ、その背景には東方（西アジア）からの異民族侵入があったとした。この考え方は王朝民族侵入説と呼ばれ、ハヤブサをトーテムとする王朝民族（ホルス族）が東方からエジプトにやってきてエジプトに王朝を打ち立てたとするもので、W.B.エメリーなど当時のエジプト学の権威などからも支持されたため広く学会で受け入れられた。大城道則はこの説について、日本史における騎馬民族征服王朝説を思い起こさせるという所感を述べている。
その後の調査で、エジプト北部ではナカダ文化と様相を異にする複数の文化が発見された。これらの文化も発見された遺跡や地方の名前からマーディ文化、メリムデ文化、ファイユーム文化、オマリ文化等と命名された。更にアビュドス遺跡で初期王朝時代の王達の墓が発見され、メニ王を同時代の王と同定しようとする試みが盛んになった。

### 20世紀後半
1944、H.J.カンターらの研究で、ピートリー以来の民族侵入によってこの先王朝時代の変遷を説明しようとする見解が否定された。彼女は土器の発展過程の調査によって、エジプトにおける土器の進化に特別な変革期はないという結論を下した。また、ウェルナー・カイザーの研究の結果、上エジプトで発祥したナカダ文化が時代と共に南北に分布を拡大していくことが明らかにされた。これらの研究により先王朝時代の文化・社会の変遷を外的要因に求めるではなく、エジプト内部にその主要因を求める流れが形成された。更にナカダ文化の拡張が明らかになったことで、統一王朝形成の過程でそれが大きな役割を果たした事が強く認識されるようになった。
20世紀後半になると欧米で隆盛したプロセス考古学と、実用化されつつあった放射性炭素年代測定法が大きく寄与し、諸文化の編年関係や埋葬形態、集落形態の研究が大きく進展した。これによって古くから続いていた文献史料の影響から本格的な脱却が図られた。
1970代年以降、中東情勢の安定に伴いエジプトにおける発掘調査が活発となった。この時期以降の調査は、プロセス考古学の影響を受けて旧来の墓地を中心とする調査よりも、集落跡に焦点を当てる傾向が顕著であった。更に従来ほとんど手付かずであった下エジプトのデルタ地帯での発掘調査が進展した。これらの調査で既存の下エジプトの文化（マーディ・ブト文化の中に次第にナカダ文化が浸透していく様が明らかになった。更にアビュドス遺跡での再調査で初期王朝時代黎明期の詳細な情報が提供された。
またイスラエル・パレスチナで行われた発掘調査は、紀元前4千年紀のエジプトがパレスチナ南部と密接な関わりを持っていることを明らかにした。また、F.ウェンドルフらによるアメリカ・ポーランド合同調査隊は、周囲の砂漠地帯における調査を進展させ、ナイル川近辺で未発見であった終末期旧石器時代の遺跡を各地で発見し、歴史の空白を埋めた。